# Odyssey (Spielkonsole)
| Odyssey |
| Fairchild Channel F · Logo |
| Verkaufsstart und Neupreis |
| September 1972 für 99,95 USD Oktober 1973 für 398 DM |
| Einstellung der Produktion |
| Mai 1975 |
| Lieferumfang |
| Konsole, zwei Controller, sechs Drahtbrückenkarten, Antennenkabel, TV-Umschaltbox, sechs Batterien, Zubehör für die Spiele, Anleitungsmaterial, zwei Styroporschalen, Verpackung |

Das oder auch die Odyssey ist eine Spielkonsole zum Anschluss an einen Fernseher; sie war die erste ihrer Art. Sie wurde unter der Leitung von Ralph Baer entwickelt und in technisch leicht modifizierter Form von Magnavox produziert. Ab September 1972 zunächst nur in den USA angeboten, kamen im Jahr darauf weitere internationale Absatzgebiete hinzu. In der Bundesrepublik Deutschland beispielsweise übernahm ITT Schaub-Lorenz 1973 den Vertrieb des dort Odyssee genannten Geräts.
Im Gegensatz zu später erschienenen Geräten wie etwa Atari VCS 2600 und Philips G 7000 ist in der Odyssey-Konsole kein Mikroprozessor verbaut. Auch einfachere integrierte Schaltkreise beispielsweise mit Logikgattern kommen nicht zum Einsatz. Die gesamte elektronische Verarbeitung erfolgt ausschließlich mithilfe diskreter Bauelemente wie Transistoren und Dioden, wodurch die Leistungsfähigkeit sehr gering ausfällt. So beschränkt sich die Darstellung am Fernseher auf grob aufgelöste Schwarzweiß-Bilder; eine Tonuntermalung ist nicht vorhanden.
Nach über 350.000 verkauften Geräten stellte Magnavox im Frühjahr 1975 die Produktion zugunsten der Nachfolgemodelle Odyssey 100 und Odyssey 200 ein.

## Geschichte
Im September 1966 konzipierte der in die USA eingewanderte Ralph Henry Baer erstmals ein Zusatzgerät für Fernseher, mit dessen Hilfe er interaktive TV-Spiele für jeden Haushalt möglich machen wollte. Der darzustellende Inhalt sollte in die Antennenbuchse, die in jedem Fernsehgerät verbaut war, eingespeist werden. Darin und in seinem kommerziellen Anspruch – Mitte der 1960er Jahre befanden sich etwa 40 Millionen Fernseher in US-amerikanischen Haushalten – unterschied sich Baers Vorhaben von anderen elektronisch generierten Spielen mit Bildsichtgerät. Diese existierten bereits ab Ende der 1940er Jahre im universitären Umfeld und in Forschungslaboratorien, waren aber häufig nur wissenschaftlichem Personal und Studenten zugänglich (vgl. Geschichte der Videospiele 1947–1969).

### Entwicklung

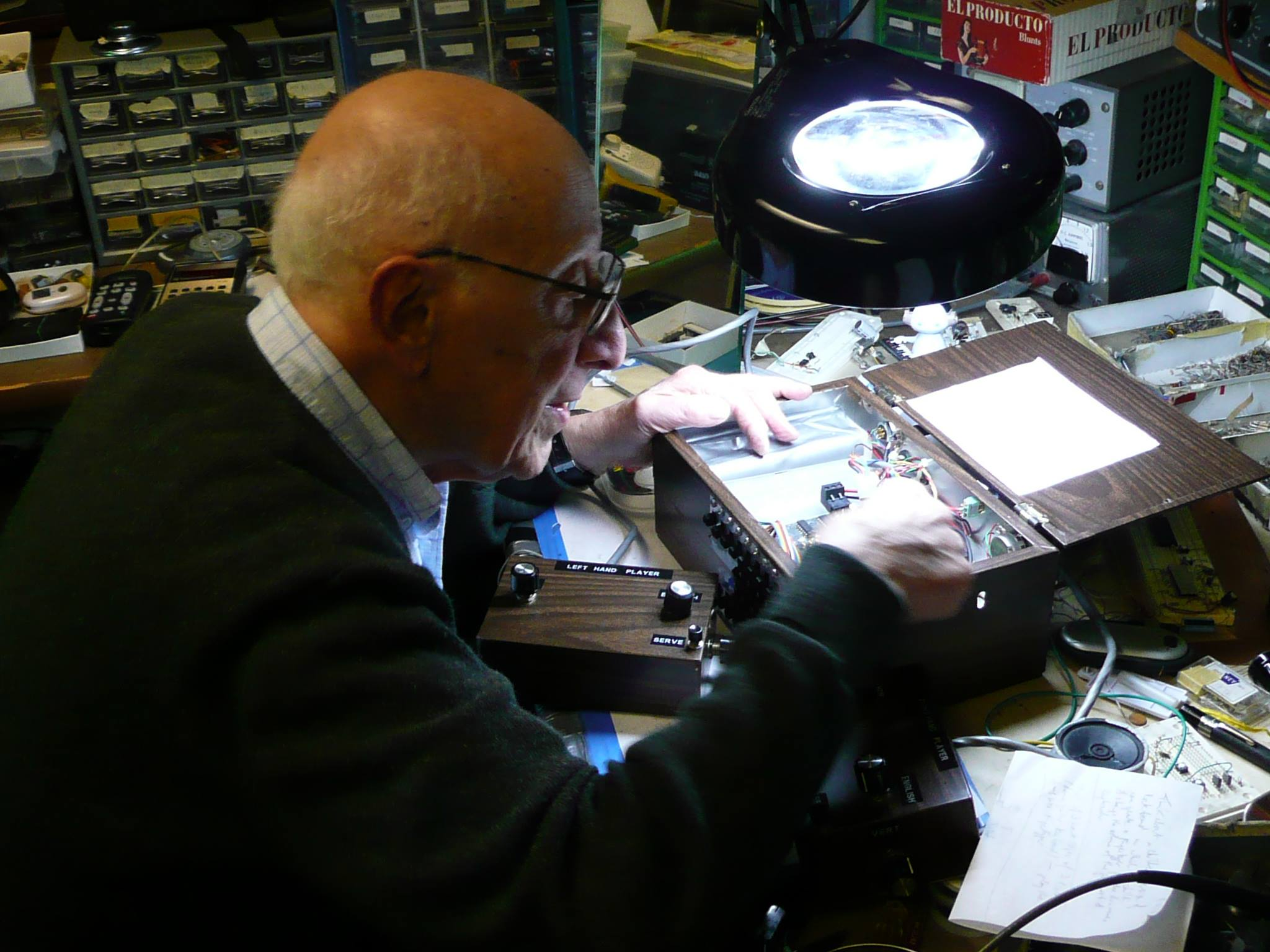
Ralph Baer (2010)

Der studierte Fernsehtechniker Baer stellte eine erste noch elektronenröhrenbasierte Machbarkeitsstudie des Geräts Ende 1966 seinem Arbeitgeber Sanders Associates vor. Überzeugt von dem Entwurf, bewilligte das auf elektronische Komponenten spezialisierte US-amerikanische Rüstungsunternehmen kurz darauf Geldmittel und Personal für ein entsprechendes Entwicklungsprojekt unter Baers Leitung.

#### Erste Entwürfe und Brown Box
Nach dem Beginn der Arbeiten im Februar 1967 konnte Baer und sein aus William L. Harrison und William T. Rusch bestehendes Entwicklerteam bereits im Mai konkrete Vorschläge für die zu implementierenden Spiele vorlegen. Ein erster vorführbereiter transistorbasierter Prototyp, der auch Spiele zum Gebrauch mit einem Lichtgewehr umfasste, wurde der Firmenleitung von Sanders im Juni vorgestellt. Nachdem dieser für gut befunden worden war, stockte man umgehend Baers Entwicklungsbudget auf.
Es schlossen sich Untersuchungen zum Aufbau des Geräts mithilfe unterschiedlicher elektronischer Technologien an. Dazu gehörte beispielsweise die Verwendung integrierter Schaltkreise in Diode-Transistor- und Widerstands-Transistor-Logik, aber auch von emittergekoppelten Gattern. Deren Einsatz erwies sich angesichts des von Baer anvisierten Verkaufspreises von 25 US-Dollar (entspräche heute inflationsbereinigt ca. 230 Euro) für das fertige Gerät als unwirtschaftlich. Es blieb daher bei Dioden-Transistor-Logik mit preisgünstigen diskreten Bauelementen.

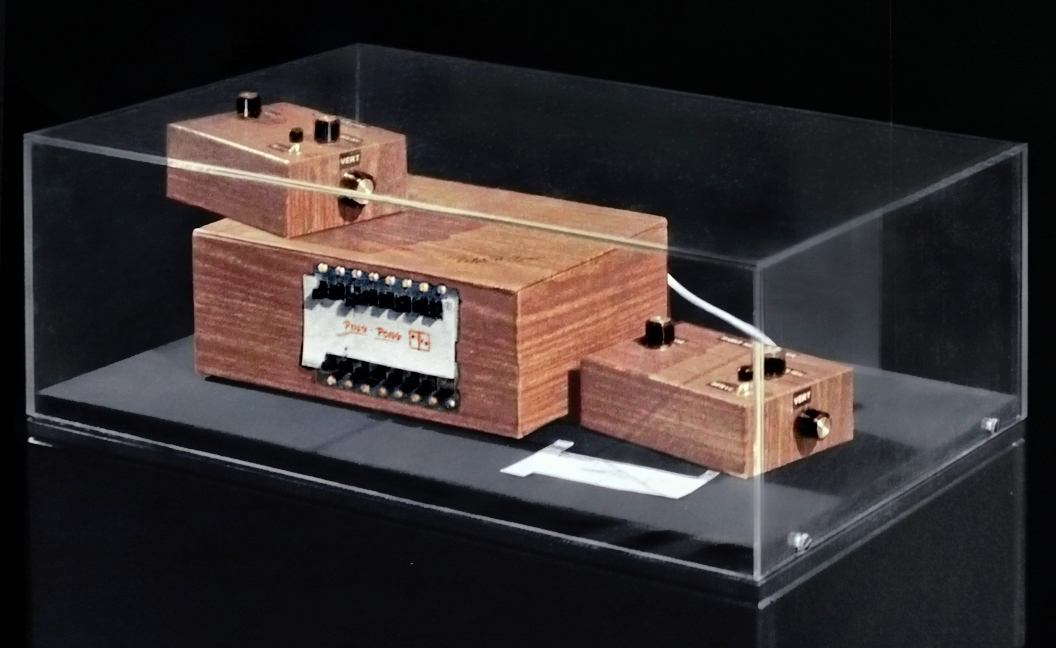
Brown Box in Vitrine

Im November 1967 stellte Baer firmenintern einen fortgeschrittenen Prototyp vor, der erstmals auch ein Ping-Pong-Spiel und dazugehörige Drehregler enthielt. Im Januar 1969 schließlich stand ein weiterer, weitestgehend ausgereifter Prototyp, die Brown Box, zu Vorführzwecken für potentielle Lizenznehmer bereit. Dieses gänzlich mit Holzimitatfolie verblendete Gerät enthielt neben Lichtgewehr- und Verfolgungsspielen auch einige Ping-Pong-Variationen. Zwischenzeitlich aufgekommene Entwürfe mit zeitgemäßer Transistor-Transistor-Logik in Form integrierter Schaltkreise der 74xx-Reihe – auch in damals neuartiger CMOS-Technik – waren ebenfalls dem Kostendruck zum Opfer gefallen.

#### Anpassungen durch Magnavox
Nach der im Januar 1971 erfolgten Lizenzierung an Magnavox, einem der damals größten Hersteller von Fernsehgeräten, ging die weitere Produktentwicklung des firmenintern 1TL200 genannten Geräts auf die dortigen Ingenieure über. Die zugrundeliegenden, von Baer, Harrison und Rusch erarbeiteten Spielevorschläge und technischen Lösungen waren zuvor von Sanders zu verschiedenen Patenten angemeldet worden.
Unter der Leitung von George Kent wurden durch Magnavox zunächst einige Überarbeitungen an der Brown Box vorgenommen, um die Herstellungskosten zu senken. So übernahm man von den Controllern lediglich die Drehregler, stattete diese aber mit einem zusätzlichen Knopf zum Neustart eines Spiels aus. Das Lichtgewehr plante Magnavox als optional erhältliches Zubehör; ein dritter von Baers Team entwickelter Controllertyp entfiel gänzlich, ebenso die Baugruppe zur Ausgabe eines farbigen Bildhintergrundes. Als preiswerten Ersatz für letztere führte man stattdessen kolorierte Folien ein, die elektrostatisch am Fernsehbildschirm hafteten. Magnavox verzichtete zudem auf den Spielewählschalter der Brown Box zugunsten von sechs Drahtbrückenkarten. Die Spiele selbst entsprachen im Wesentlichen den Entwürfen von Baer, Harrison und Rusch. Ron Bradford und Steve Lehner erweiterten und kombinierten diese jedoch mit zusätzlichen Elementen wie Spielkarten, Spielgeld und Würfel, die später jeder Konsole beigelegt waren. Neben der Technik und den Spielen überarbeitete Magnavox auch das optische Erscheinungsbild. Das Gerät und die gestalterisch darauf abgestimmten Controller erhielten futuristisch anmutende Gehäuse in zweifarbigem Plastik. Bis Mai 1971 erfolgte die Abnahme zur elektromagnetischen Verträglichkeit durch die US-amerikanische Federal Communications Commission (FCC) – eine maßgebliche Voraussetzung zur Verkaufbarkeit des Geräts in den USA.

### Vermarktung
Um die Akzeptanz unter potentiellen Käufern und damit die Marktchancen zu evaluieren, wurden zunächst in verschiedenen US-amerikanischen Städten Vorführmuster mit dem Namen Skill-O-Vision ausgestellt. Vermutlich wegen des ähnlich klingenden Smell-O-Vision, einem Entwurf für geruchsbegleitetes Fernsehen von Michael Todd, änderte Magnavox nach den erfolgreich verlaufenden Vermarktungstests den Namen seines Gerätes in Odyssey. Die neue Bezeichnung geht dabei wahrscheinlich auf Stanley Kubricks populären Film 2001: A Space Odyssey zurück. Im Mai 1972 hatte Magnavox seine sämtlichen Fachhändler mit der Konsole vertraut gemacht und am 22. Mai auch die Öffentlichkeit auf einer Pressekonferenz in New York informiert. Nur wenig später startete im US-amerikanischen Tennessee die Produktion der 100.000 für 1972 geplanten Geräte. Die Herstellungskosten lagen den Angaben Baers zufolge dabei zwischen 40 und 50 US-Dollar pro Konsole.

#### Markteinführung und Werbekampagne
Die Konsole war ab September 1972 in den USA ausschließlich bei Magnavox-Fachhändlern zu einem Preis von 99,95 US-Dollar (entspräche heute inflationsbereinigt ca. 750 Euro) erhältlich. Zum Lieferumfang gehörten neben dem Gerät mit seinen beiden Controllern sechs Drahtbrückenkarten, eine Antennenweiche, sechs Batterien (Größe C) und Zubehör für die Spiele. Ein Netzteil, der Lichtgewehr-Controller und weitere Spiele waren optional erhältlich.
Der Verkaufsstart wurde von einer landesweiten Werbekampagne begleitet. Dabei setzte Magnavox neben klassischer Printwerbung in Form von Zeitungsanzeigen, Hochglanzprospekten, Pappaufstellern und ähnlichem auch auf Rundfunkausstrahlungen in Radio und Fernsehen. Man pries darin die Konsole als „eine neue Dimension des Fernsehens“ und als das „Spiel der Zukunft“ an. Die gesamte Familie könne damit am Fernsehen teilhaben und sei nicht länger nur bloßer Zuschauer. Der „elektronische Spielesimulator“ eigne sich insbesondere auch für Kinder zum „unterhaltsamen Lernen“ von Zahlen, Buchstaben und zum Erweitern der Geographiekenntnisse.
Die allgegenwärtige Werbung verfehlte ihre Wirkung nicht – bei vielen Händlern waren die Geräte innerhalb kurzer Zeit ausverkauft. Überrascht von den Verkaufszahlen, erhöhte Magnavox daraufhin den Produktionsausstoß. Das Kaufinteresse erlahmte jedoch unerwartet und die Absätze brachen bereits gegen Ende des Jahres ein. Die Verkaufszahlen für das Jahr 1972 – die Angaben schwanken zwischen 69.000 und etwa 100.000 Stück – lagen damit deutlich unter den von Magnavox prognostizierten und bereits vorproduzierten 140.000 Geräten. Baer zufolge erwog Magnavox daraufhin 1973 den Rückzug aus dem Telespielgeschäft, eine Idee, die wegen zwischenzeitlich wieder angezogener Verkäufe nur wenig später wieder verworfen wurde.

#### Weltweiter Verkauf
1973 begann Magnavox mit der Erschließung weiterer Märkte vor allem in Europa. Auf der Internationalen Funkausstellung in Westberlin beispielsweise stellte der regionale Distributor ITT Schaub-Lorenz erstmals eine für den bundesdeutschen Markt bestimmte Version vor. Dieses Odyssee genannte Gerät war dann ab Oktober im Handel für rund 400 DM (entspräche heute inflationsbereinigt ca. 730 Euro) erhältlich. Beworben wurde das Produkt auf der Verpackung und in Printmedien als „elektronisches Fernsehspiel für die gesamte Familie“. Der in Anzeigen verwendete Slogan „Das vierte Programm“ betonte insbesondere die nun vom öffentlich-rechtlichen Rundfunk unabhängige Nutzung des heimischen Fernsehers und seine mögliche Transformation „zum Fussballstadium, zum Tennisplatz, zum Schießstand oder gar zum Weltraum“.

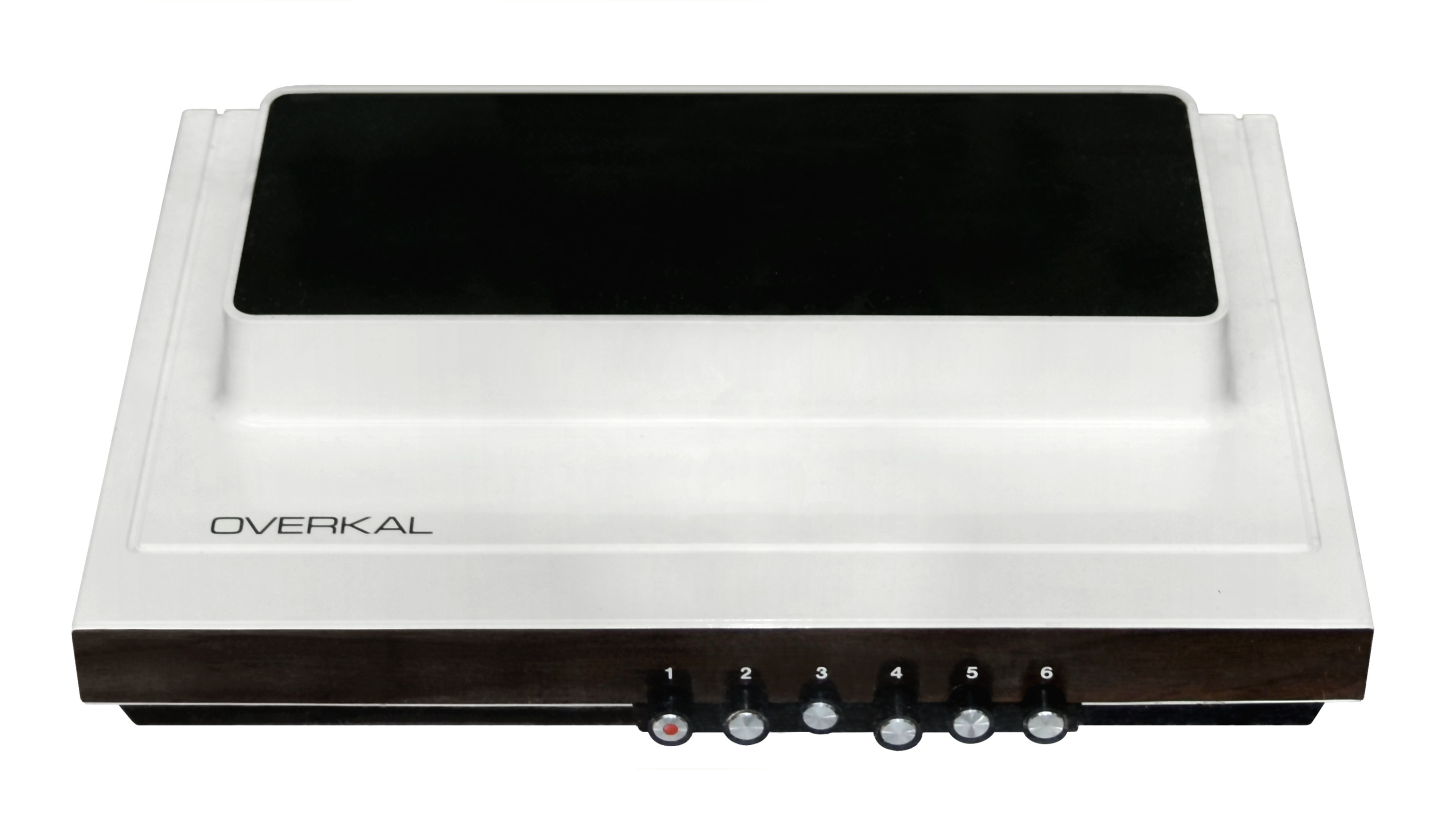
Die Spieleauswahl erfolgt beim spanischen Klon Overkal am Steuergerät durch Schalter

In anderen westeuropäischen Ländern war die Konsole ebenfalls erhältlich, darunter in Frankreich und Italien. Daneben boten einige Hersteller ab 1973 in Europa auch nicht lizenzierte Nachbauten wie das spanische Overkal an. Diese Klone waren technisch weitestgehend identisch, unterschieden sich aber in ihrer optischen Gestaltung vom Original. Außerhalb Europas und der USA konnte die Odyssey-Konsole unter anderem in Mexiko und Brasilien erworben werden. Den weiteren Vertrieb für Japan übernahm 1974 das bislang nur als Zulieferer des Lichtgewehr-Controllers in Erscheinung getretene Unternehmen Nintendo.
Wohl ab Herbst 1973 gewährte Magnavox – mittlerweile durch schlechtgehende Verkäufe seiner Fernsehsparte wirtschaftlich angeschlagen – einen Nachlass von 50 Prozent auf seine Konsole, wenn der Käufer gleichzeitig ein Fernsehgerät erwarb. Insgesamt konnte Magnavox im Jahr 1973 etwa 89.000 Konsolen verkaufen. Im darauffolgenden Jahr intensivierte der Hersteller die Werbemaßnahmen und brachte eine revisionierte Version seines Geräts mit verbesserter Ballführung und überarbeiteten Schlägern heraus. Darüber hinaus änderte Magnavox, das im Oktober von Philips feindlich übernommen worden war, zur Weihnachtszeit seine Vermarktungspolitik und akzeptierte fortan auch Verkäufe durch das US-amerikanische Versandhaus Sears. Im Jahr 1974 konnte man so je nach Quelle insgesamt 129.000 beziehungsweise 150.000 Konsolen absetzen. Es wird vermutet, dass dabei allein auf die USA etwa 90.000 Einheiten entfielen.

#### Produktionseinstellung und Nachfolgemodelle
Im Mai 1975 stellte Magnavox Baer zufolge nach etwa 350.000 Geräten – möglicherweise sind es aber auch wesentlich mehr – die Produktion ein. Bereits im Frühjahr war mit der Herstellung der Nachfolgemodelle Odyssey 100 und Odyssey 200 begonnen worden.

## Spiele
Durch die starken Vereinfachungen sowohl in der Präsentation als auch in der Spielmechanik zählen die von der Konsole erzeugbaren Pong-ähnlichen Spiele zu den einfachst möglichen Videospielen überhaupt. Sie sind mit den später erschienenen und wesentlich komplexeren Spielen modernerer Spielkonsolen oder Computer nicht direkt vergleichbar.

### Basisspiel und Variationen

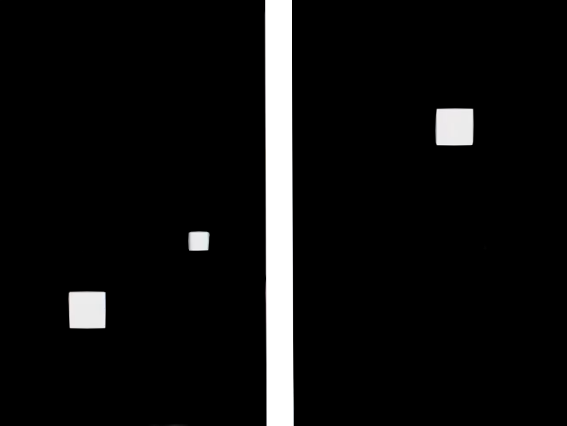
Darstellung des Spiels Tischtennis auf dem Fernseher

Das Basisspiel der Konsole ist Tischtennis, eine Umsetzung des gleichnamigen Sports. Das Geschehen wird stark vereinfacht in Draufsicht gezeigt. Dabei kommen alle vier durch die Konsolenelektronik erzeugbaren grafischen Objekte zum Einsatz. Zwei quadratische Lichtpunkte auf dem Bildschirm symbolisieren dabei die beiden Schläger. Der Ball ist ebenfalls als quadratischer Lichtpunkt dargestellt, wobei seine Abmessungen etwas geringer als die der Schläger ausfallen. Das Netz erscheint in Form einer durchgehenden aber balldurchlässigen Mittellinie, die lediglich zur Trennung der beiden Spielfeldhälften dient.
Nachdem durch Drücken der Start-Taste der Ball aktiviert worden ist, bewegt er sich geradlinig über den Bildschirm. Der Spieler, in dessen Richtung sich der Ball bewegt, muss seinen Schläger nun mittels Controller auf dem Bildschirm derart verschieben, dass der Ball berührt wird. Dabei kommt es zu einer Umkehr der Flugrichtung des Balles, und nun ist es wieder am Gegenspieler, den Ball zurückspielen – und so weiter. Wird der Ball dagegen verpasst, kann er mittels Start-Taste erneut eingeworfen werden, und ein weiterer Ballwechsel beginnt. Um das Spiel abwechslungsreicher zu gestalten, ist eine weitere Beeinflussung des Balles durch den angreifenden Spieler möglich. Auf dem Bildschirm wird durch dieses Anschneiden eine zusätzliche Änderung der Bewegungsrichtung des Balles nach unten oder oben herbeigeführt.
Neben dem Anschneiden des Balls kann vor Spielbeginn auch seine Geschwindigkeit und damit der Schwierigkeitsgrad durch einen entsprechenden Drehregler an der Konsole eingestellt werden. Eine Punktestandsanzeige und eine akustische Untermalung des Geschehens sind mangels technischer Leistungsfähigkeit der Konsole nicht vorhanden.
Durch verschiedene Anordnungen der vier grafischen Objekte lassen sich weitere, ebenfalls stark abstrahierte Feldsportarten wie Fußball und Volleyball simulieren. Unterstützt wird die Visualisierung durch Überlegefolien, die beispielsweise Begrenzungen des Spielfelds markieren. Diese durchsichtigen, teilweise farbig bedruckten Kunststofffolien mussten vor Spielbeginn durch die Spieler auf der Bildröhre des eingeschalteten Fernsehers platziert werden. Die Dicke der Folien war dabei derart dimensioniert, dass sie durch elektrostatische Anziehung an der Bildröhre haften blieben.
Neben den Sportspielen bot Magnavox auch Geschicklichkeits-, Glücks-, Lern- und Strategiespiele an. Diesen Spielen war neben der Überlegefolie häufig weiteres, nicht-elektronisches Material wie Spielbretter, Jetons und Karten beigelegt. Dabei wirkte in vielen Fällen die Konsole lediglich spielunterstützend.

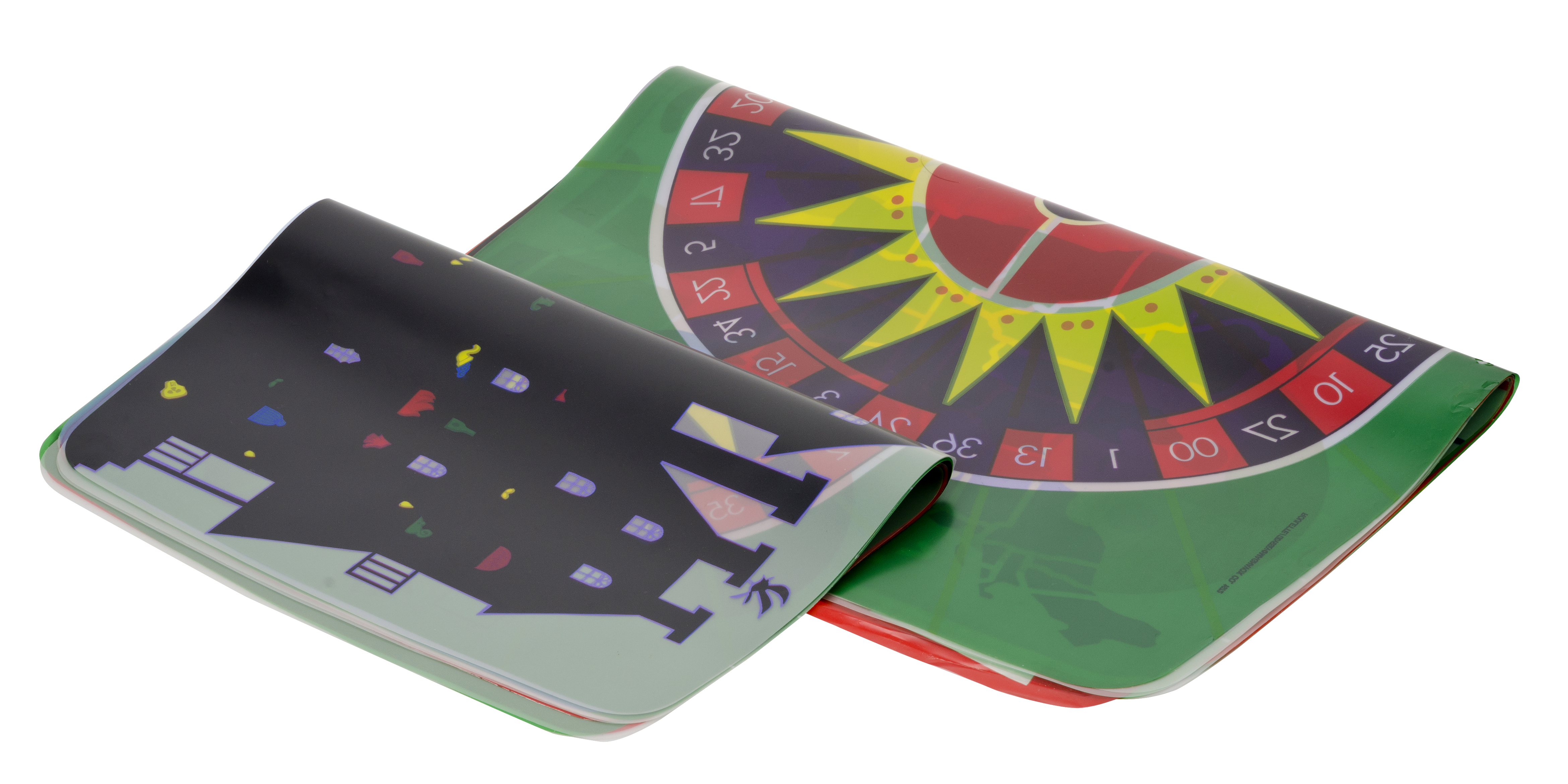
Überlegefolien
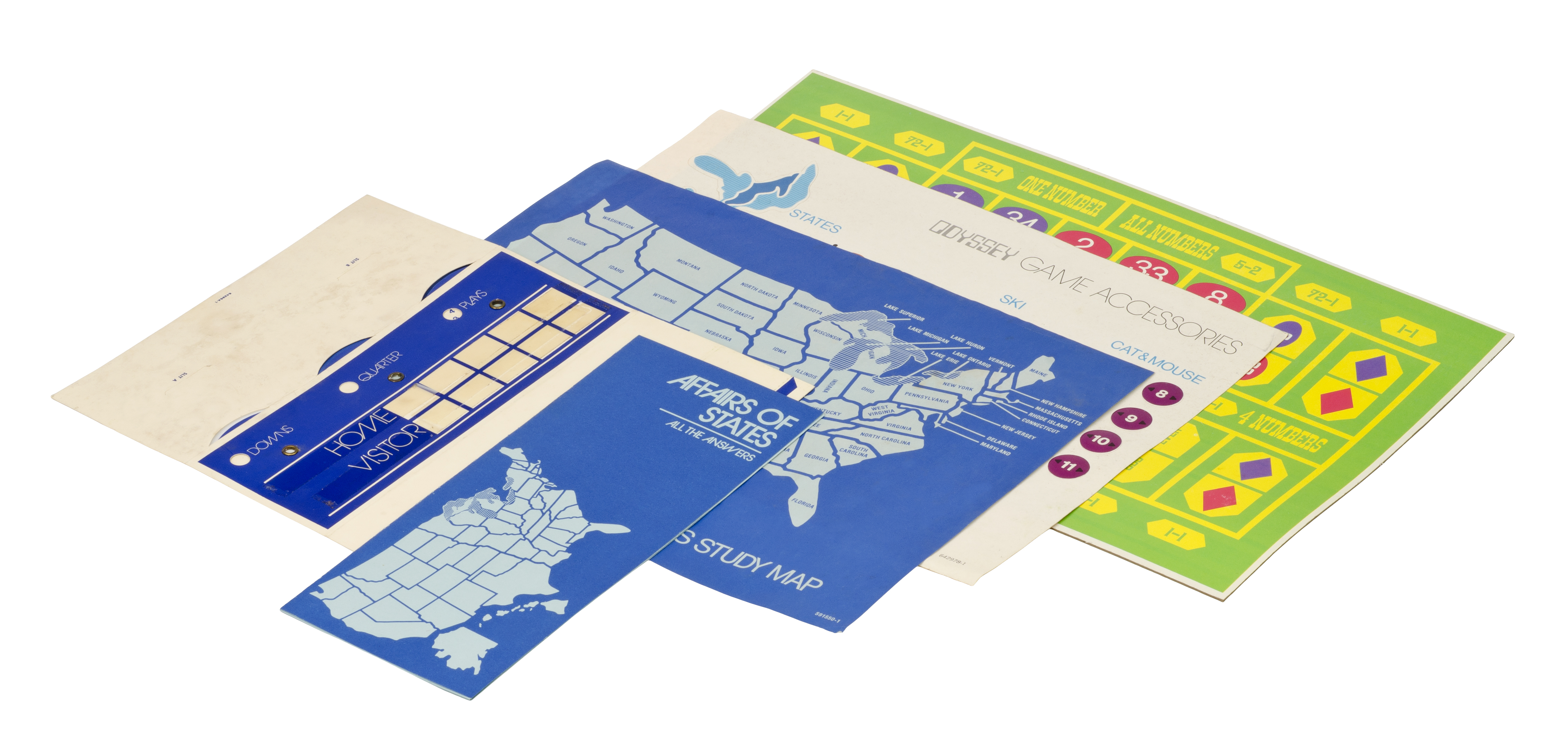
Spielbretter
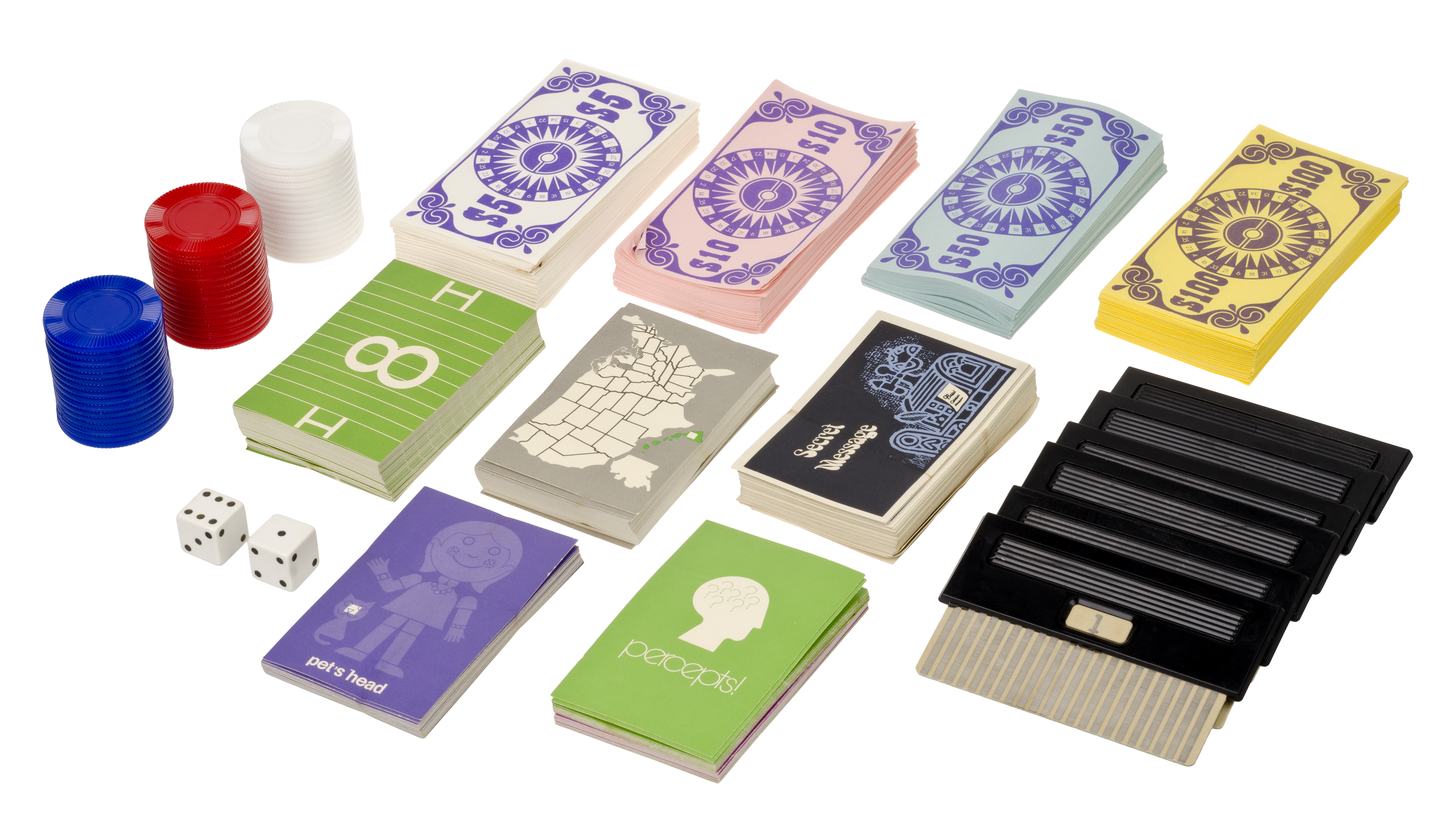
Weitere Beilagen

### Lichtgewehrspiele
Den Spielen zum Gebrauch mit dem Lichtgewehr liegt das Prinzip des Tontaubenschießens zugrunde. Die zu treffende Zielattrappe wird dabei auf dem Bildschirm stark vereinfacht als weißes Quadrat auf schwarzem Hintergrund dargestellt. Einer der beiden Spieler bewegt mithilfe seines Bedienpultes diesen Bildpunkt mit einer vorgegebenen Geschwindigkeit über den Bildschirm. Der andere Spieler muss dieses Objekt mittels Lichtgewehr anvisieren und durch Drücken des Abzugs „abschießen“. Im Gegensatz zum realen Schießen wird dabei kein Projektil vom Gewehr ausgesendet. Vielmehr wird mithilfe einer lichtempfindlichen Fotozelle am hinteren Ende des Gewehrlaufs geprüft, ob der helle Bildpunkt und der Gewehrlauf zum Zeitpunkt des Abdrückens eine Gerade bilden. Wenn diese Bedingung nicht erfüllt ist, gelangt nicht genug Licht vom Bildpunkt zur Fotozelle. Infolgedessen stellt diese kein Auswertesignal für die Konsolenelektronik bereit und der Leuchtfleck auf dem Bildschirm wird nicht gelöscht.

### Übersicht der Spiele
In den USA gehörten zum Lieferumfang der Odyssey-Konsole zwölf Spiele, zu für den Export bestimmten Geräten dagegen nur zehn. Mit Erscheinen der Konsole konnten in den USA sechs weitere Spiele für je 5,95 US-Dollar (entspräche heute inflationsbereinigt ca. 40 Euro) und der Lichtgewehr-Controller mit vier dazugehörigen Spielen für 24,95 US-Dollar erworben werden. Im darauffolgenden Jahr kamen noch einige Titel hinzu. Den Spielevertrieb in der Bundesrepublik Deutschland übernahm ITT Schaub-Lorenz.
| Spielname                                                                        | Spielname                       | Steckkarte Nr. | Spieler | Zubehör | Zubehör |
| Vereinigte Staaten                                                               | Deutschland                     | Steckkarte Nr. | Spieler | Zubehör | Zubehör |
| -------------------------------------------------------------------------------- | ------------------------------- | -------------- | ------- | --- | --- |
| Table Tennis                                                                     | Tischtennis                     | 1              | 2       | | |
| Tennis                                                                           | Tennis                          | 3              | 2       | Bildschirmfolie                                                                                            | Bildschirmfolie                                                                                            |
| Football                                                                         | vermutlich nicht erschienen     | 3 und 4        | 2       | Bildschirmfolie, Spielbrett, Anzeigentafel, Klebeband, Spielsteine                                         | Bildschirmfolie, Spielbrett, Anzeigentafel, Klebeband, Spielsteine                                         |
| Hockey                                                                           | Eishockey                       | 3              | 2       | Bildschirmfolie, Anzeigentafel, Klebeband                                                                  | Bildschirmfolie, Anzeigentafel, Klebeband                                                                  |
| Ski                                                                              | Ski                             | 2              | 2       | Bildschirmfolie                                                                                            | Bildschirmfolie                                                                                            |
| Submarine                                                                        | Unterseeboot                    | 5              | 2       | Bildschirmfolie                                                                                            | Bildschirmfolie                                                                                            |
| Cat and Mouse                                                                    | vermutlich nicht erschienen     | 4              | 2       | Bildschirmfolie, Aufkleber                                                                                 | Bildschirmfolie, Aufkleber                                                                                 |
| Haunted House                                                                    | vermutlich nicht erschienen     | 4              | 2       | Bildschirmfolie, 43 Spielkarten                                                                            | Bildschirmfolie, 43 Spielkarten                                                                            |
| Analogic                                                                         | Wettrennen im Weltraum          | 3              | 2       | Bildschirmfolie, 16 Spielchips                                                                             | Bildschirmfolie, 16 Spielchips                                                                             |
| Roulette                                                                         | vermutlich nicht erschienen     | 6              | 2       | Bildschirmfolie, Roulette-Tisch-Bild, Spielchips, Spielgeld                                                | Bildschirmfolie, Roulette-Tisch-Bild, Spielchips, Spielgeld                                                |
| States                                                                           | vermutlich nicht erschienen     | 6              | 2       | Bildschirmfolie, Aufkleber, 50 Spielkarten, Antwortkarten, Landkarte                                       | Bildschirmfolie, Aufkleber, 50 Spielkarten, Antwortkarten, Landkarte                                       |
| Simon Says                                                                       | Peter Sagt                      | 2              | 3       | Bildschirmfolie, 28 Spielkarten                                                                            | Bildschirmfolie, 28 Spielkarten                                                                            |
| Baseball                                                                         | unbekannt                       | 3              | 2       | Bildschirmfolie, Spielbrett, 48 Spielkarten, Punktetafel, 12 Spielsteine, Würfel                           | Bildschirmfolie, Spielbrett, 48 Spielkarten, Punktetafel, 12 Spielsteine, Würfel                           |
| Volleyball                                                                       | Volleyball                      | 7              | 2       | Bildschirmfolie                                                                                            | Bildschirmfolie                                                                                            |
| vermutlich nicht erschienen                                                      | Fußball                         | 3 und 5        | 2       | Bildschirmfolie, Anzeigetafel                                                                              | Bildschirmfolie, Anzeigetafel                                                                              |
| Wipeout                                                                          | Formel-1-Rennen                 | 5              | 2 bis 4 | Bildschirmfolie, Spielbrett mit Rennstrecke, 4 Rennwagen-Spielsteine, 25 Pitstop-Karten                    | Bildschirmfolie, Spielbrett mit Rennstrecke, 4 Rennwagen-Spielsteine, 25 Pitstop-Karten                    |
| Interplanetary Voyage                                                            | unbekannt                       | 12             | 1 bis 4 | Bildschirmfolie, Spielbrett, 112 Spielkarten, 4 Raumschiff-Spielsteine, Spielchips                         | Bildschirmfolie, Spielbrett, 112 Spielkarten, 4 Raumschiff-Spielsteine, Spielchips                         |
| Brainwave                                                                        | unbekannt                       | 3              | 2       | Bildschirmfolie, Spielbrett, 96 Memory-Kärtchen, Halter, 2 Markier-Karten, 2 sechsseitige Würfel           | Bildschirmfolie, Spielbrett, 96 Memory-Kärtchen, Halter, 2 Markier-Karten, 2 sechsseitige Würfel           |
| W.I.N.                                                                           | unbekannt                       | 4              | 1 bis 4 | Bildschirmfolie, Spielkarten                                                                               | Bildschirmfolie, Spielkarten                                                                               |
| Basketball                                                                       | unbekannt                       | 8              | 2       | Bildschirmfolie, Punktetafel                                                                               | Bildschirmfolie, Punktetafel                                                                               |
| Invasion                                                                         | unbekannt                       | 4, 5 und 6     | 2 bis 4 | Bildschirmfolie, Spielbrett, 40 Schatzkarten, 300 Spielsteine, 4 Schiff-Spielsteine, 2 sechsseitige Würfel | Bildschirmfolie, Spielbrett, 40 Schatzkarten, 300 Spielsteine, 4 Schiff-Spielsteine, 2 sechsseitige Würfel |
| Fun Zoo                                                                          | unbekannt                       | 2              | 3       | Bildschirmfolie, 28 Spielkarten                                                                            | Bildschirmfolie, 28 Spielkarten                                                                            |
| Percepts                                                                         | unbekannt                       | 2              | 2       | Bildschirmfolie, 30 Spielkarten                                                                            | Bildschirmfolie, 30 Spielkarten                                                                            |
| Handball                                                                         | unbekannt                       | 8              | 2       | Bildschirmfolie                                                                                            | Bildschirmfolie                                                                                            |
| Prehistoric Safari                                                               | Urweltsafari                    | 9              | 2       | Bildschirmfolie                                                                                            | Lichtgewehr                                                                                                |
| Dogfight!                                                                        | Jagd auf den roten Fliegerbaron | 9              | 2       | Bildschirmfolie                                                                                            | Lichtgewehr                                                                                                |
| Shootout!                                                                        | Gangsterjagd                    | 9              | 2       | Bildschirmfolie                                                                                            | Lichtgewehr                                                                                                |
| Shooting Gallery                                                                 | Schießbude                      | 10             | 2       | Bildschirmfolie                                                                                            | Lichtgewehr                                                                                                |
| Im Lieferumfang der Konsole enthalten Im Lieferumfang des Lichtgewehrs enthalten |                                 |                |         | | |

## Technische Informationen

### Steuergerät
Im vorderen Teil des gestuften Plastikgehäuses des „Spielzentrums“ befindet sich der Aufnahmeschacht („Spielprogramm-Schlitz“) für die Drahtbrückenkarten („Steckplatten“). Mit ihrem Einstecken wird das gewünschte Spiel eingestellt und gleichzeitig die Konsole eingeschaltet. Entsprechend wird das Gerät durch Entfernen der Karte auch wieder ausgeschaltet. Die Anschlüsse für die beiden steckbaren kabelgebundenen Controller („Spielpulte“) befinden sich auf der Rückseite, ebenso wie einige Bedienelemente und die Buchsen zum Anschluss des optionalen Netzteils und des Lichtgewehrs. Sämtliche elektronischen Komponenten und das über eine Klappe im Gehäuseboden zugängliche Batteriefach sind im Gehäuseinneren untergebracht. Die erstproduzierte Version der Konsole besteht aus etwa 300 Einzelteilen.
| - Vorderseite mit schlitzförmigem Aufnahmeschacht für die Drahtbrückenkarten - Rückseite mit Buchsen zum Anschluss der Controller und Justiermöglichkeiten für die Bildschirmobjekte - Unterseite mit geöffnetem Batteriefach - Blick auf das Innenleben mit brauner Basisplatine und gesteckten Modulen |

Das Gerät enthält eine große Basisplatine, auf der bis auf das Batteriefach alle elektronischen und mechanischen Baugruppen untergebracht sind. Die einzelnen elektronischen Baugruppen befinden sich auf kleineren steckbaren Platinen, den Modulen. Für ähnliche Funktionen sind identische Module mehrfach vorhanden. Die für die Spielfunktionen benötigten Unterschiede werden dabei durch eine entsprechende Beschaltung auf der Basisplatine realisiert. Zur Abschirmung elektromagnetischer Störstrahlung sind die Baugruppen zur Bereitstellung des hochfrequenten Antennensignals in einem Metallgehäuse untergebracht. Auf den Platinen befinden sich keine integrierten Schaltkreise wie zum Beispiel Logikgatter, Mikroprozessoren oder Speicherbausteine. Es kommen lediglich elektronische Standardbauteile zum Einsatz.

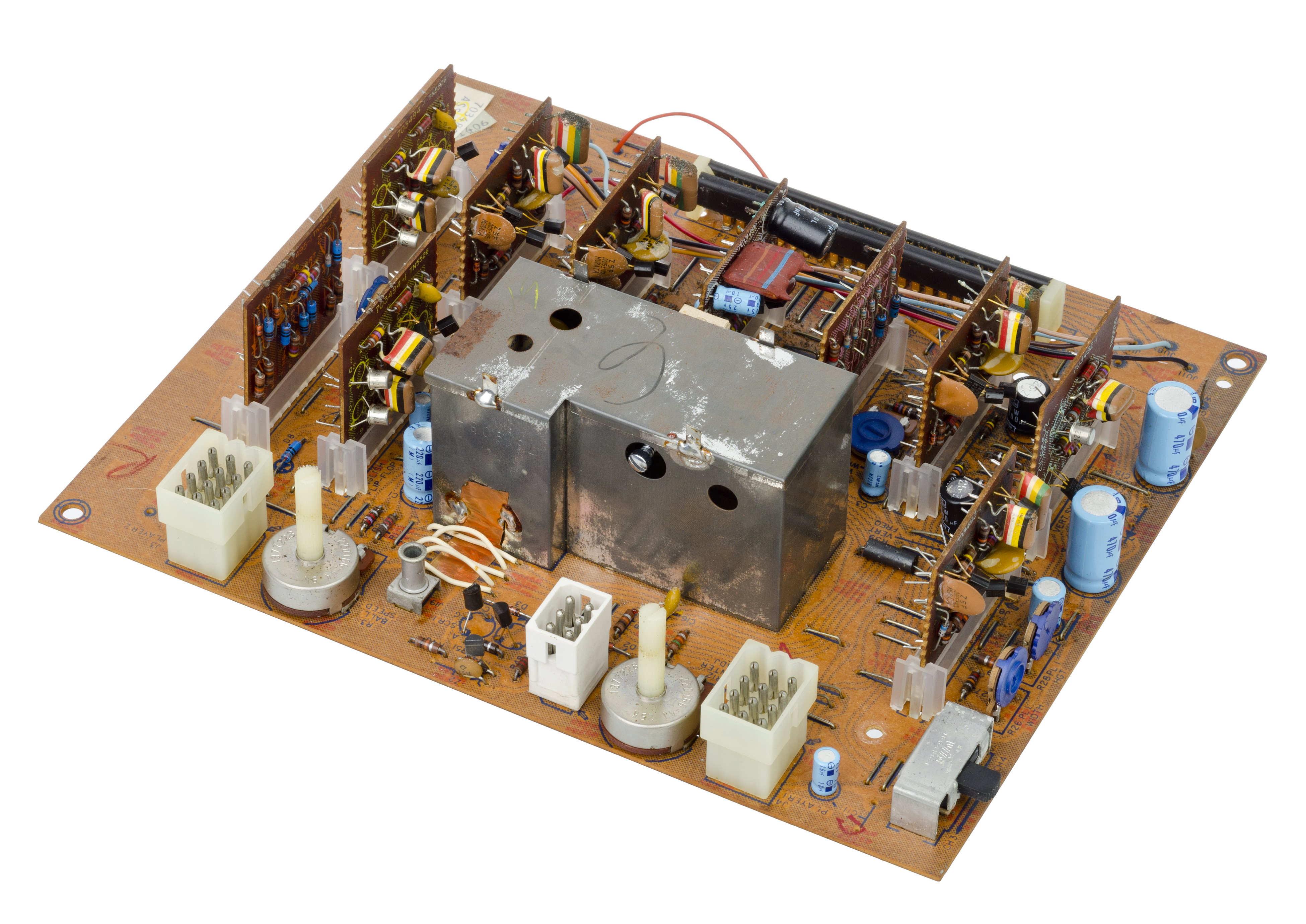
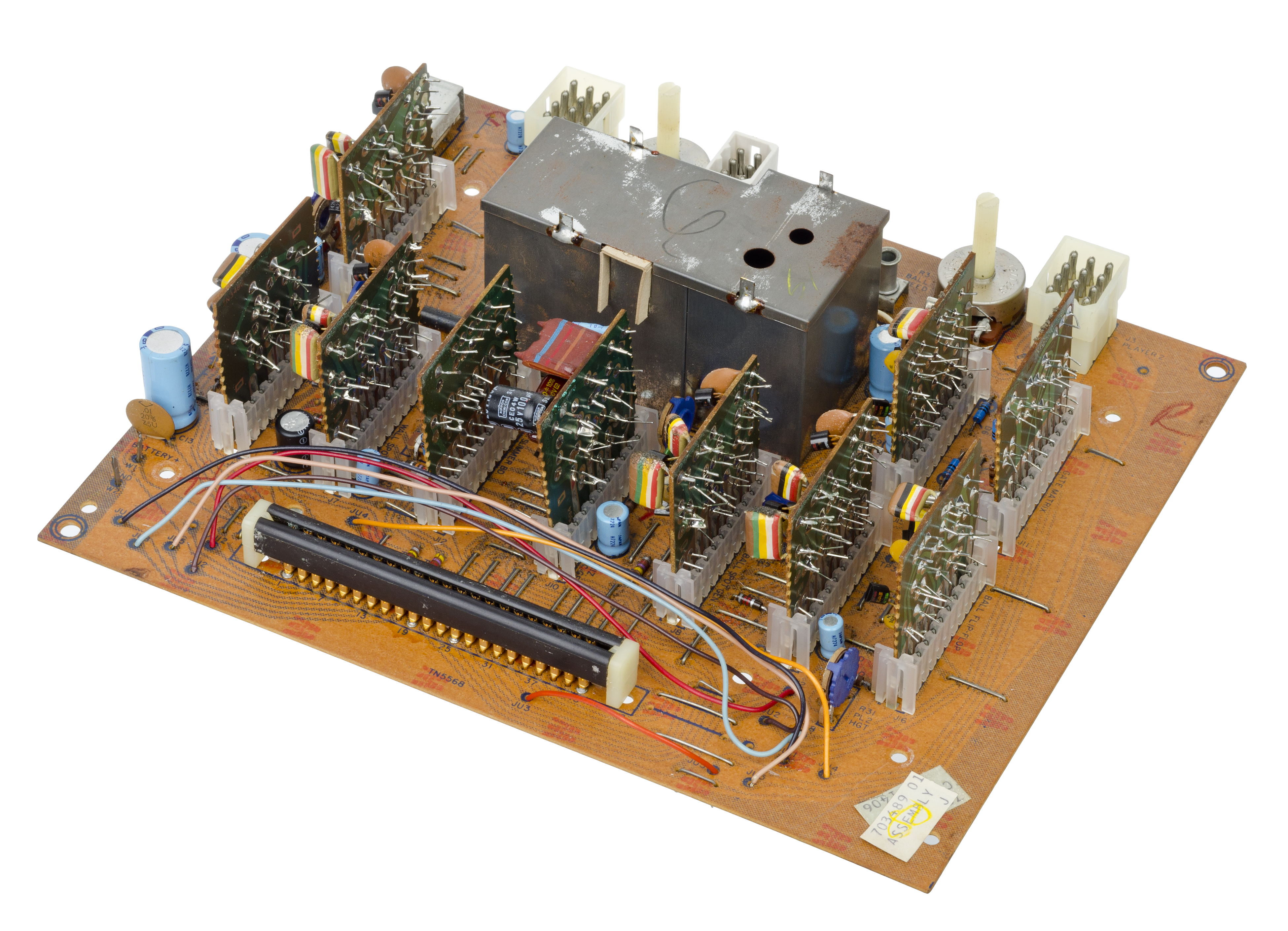
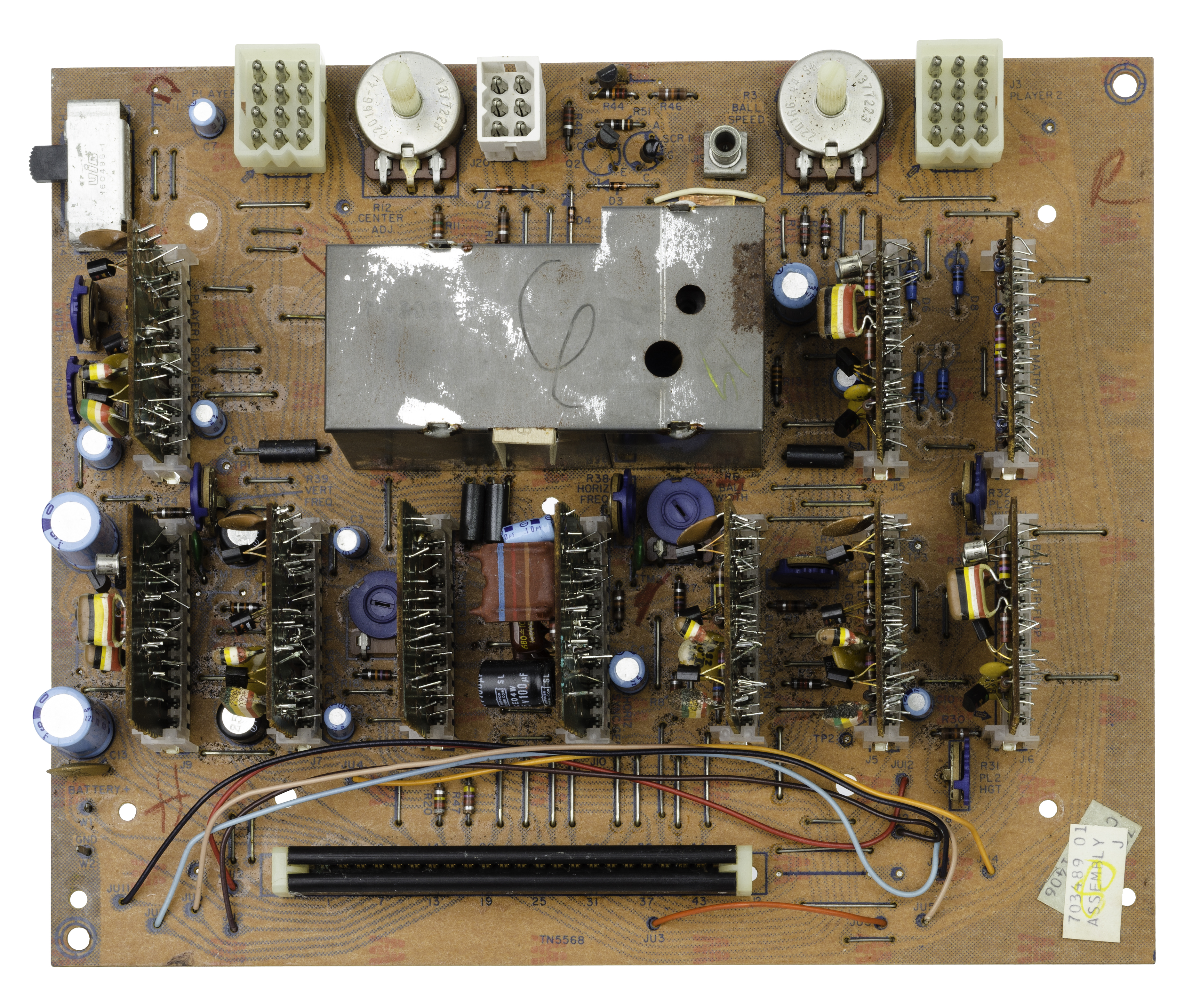
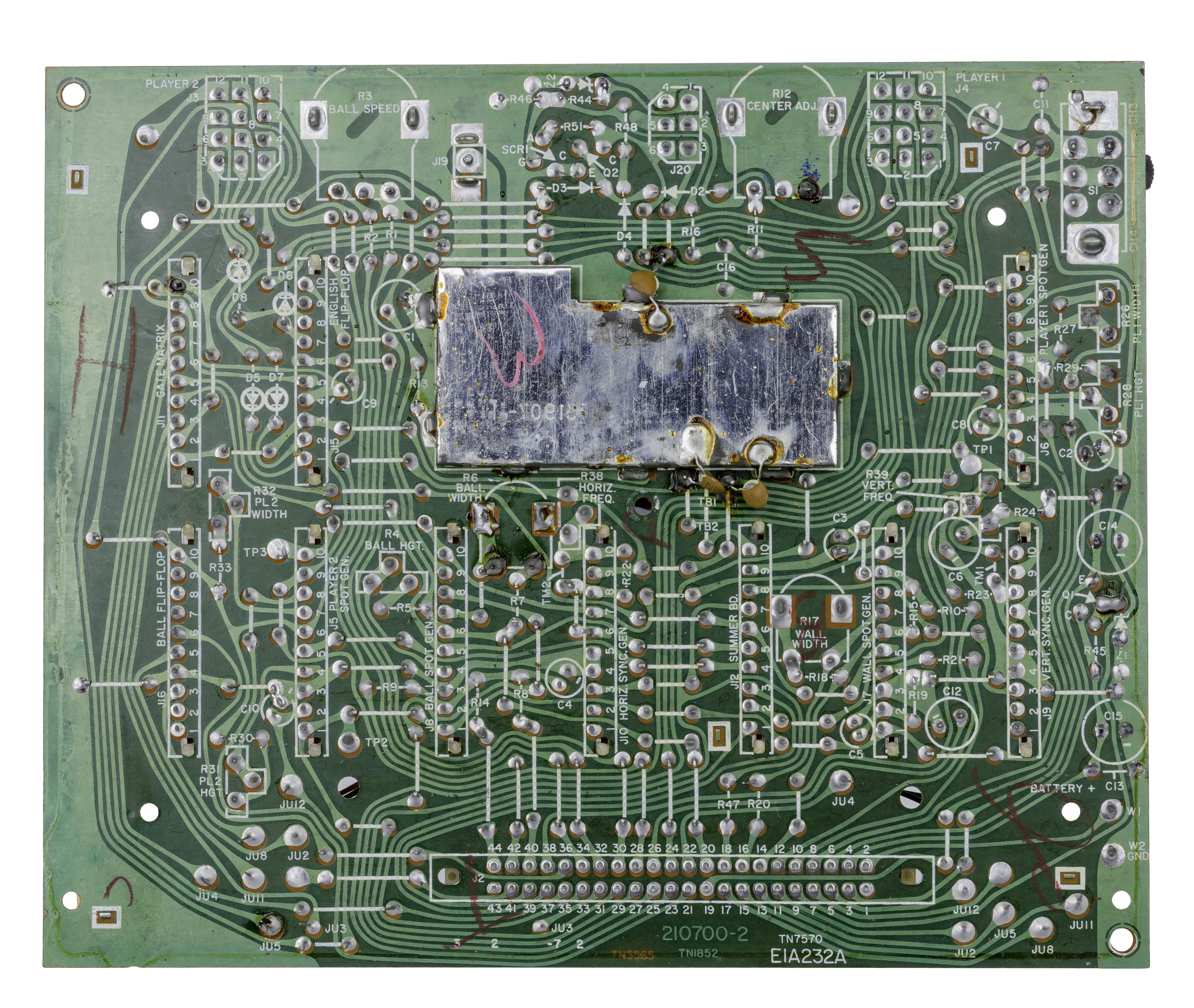

Die Odyssey-Konsole ist für Batteriebetrieb ausgelegt, um die Handhabung einfach und auch für Kinder sicher zu gestalten. Durch den Einsatz stromsparender Komponenten mit ausschließlich diskreten elektronischen Bauelementen konnte die gesamte Stromaufnahme auf 15 mA begrenzt werden, womit sich eine Betriebsdauer von mehr als 100 Stunden realisieren lässt.

### Spielpulte, Drahtbrückenkarten und Zubehör
Zur Bedienung sind zwei identische kabelgebundene Controller, die „Spielpulte“, vorgesehen. Sie werden jeweils mithilfe eines 12-poligen Steckers an die Rückseite der Konsole angeschlossen. In jedem Controller befinden sich zwei Drehregler („Einsteller“) für die horizontale und vertikale Bewegung der „Bildschirmfigur“, ein weiterer zur Beeinflussung der Ballflugbahn und die „Start-Taste“ zum Start eines Spiels.
Die durchnummerierten Drahtbrückenstecker sind für jedes Spiel „programmiert“, d. h. die silbernen Kontaktzungen physisch auf ganz bestimmte und nicht änderbare Art und Weise im schwarzen Gehäuse miteinander verbunden. Zur Aufnahme der Stecker und damit zum Verbinden der benötigten Funktionsgruppen dient die 44-polige Kontaktfederleiste auf der Basisplatine. Diese Art der Umschaltung zwischen verschiedenen Spielen sei laut Hersteller besonders einfach und schnell. Hinzu komme eine größere Flexibilität für eventuelle spätere Erweiterungen auf zusätzliche Spielmöglichkeiten.
Zum Anschluss an den heimischen Fernseher waren im Lieferumfang ein Antennenkabel und eine TV-Umschaltbox enthalten. Letztere erlaubte neben der Einhaltung der US-amerikanischen Funkentstörungsvorschriften auch eine bequeme Umschaltung zwischen Antennenempfang und Konsolenbetrieb.

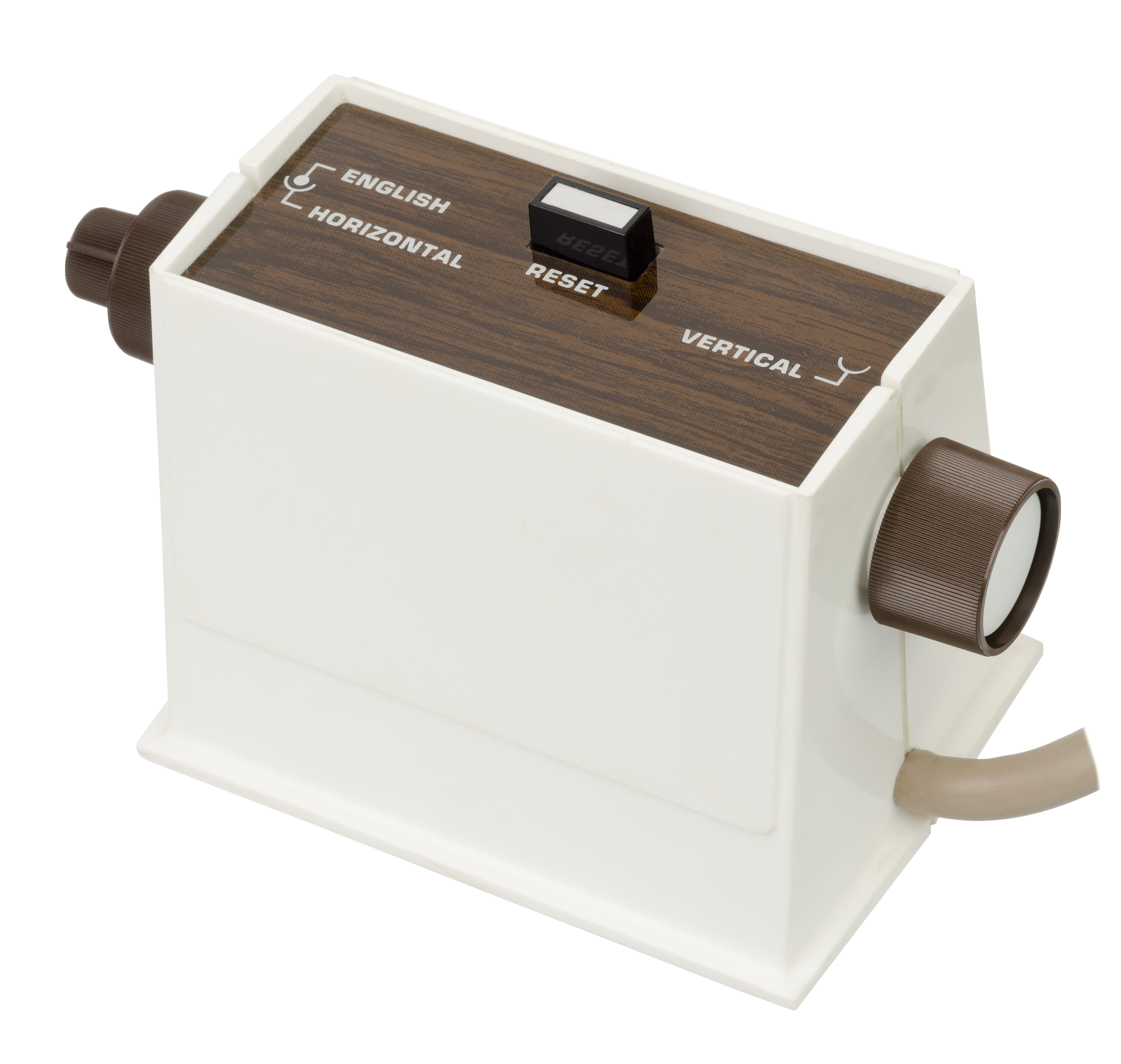
Controller Vorderseite
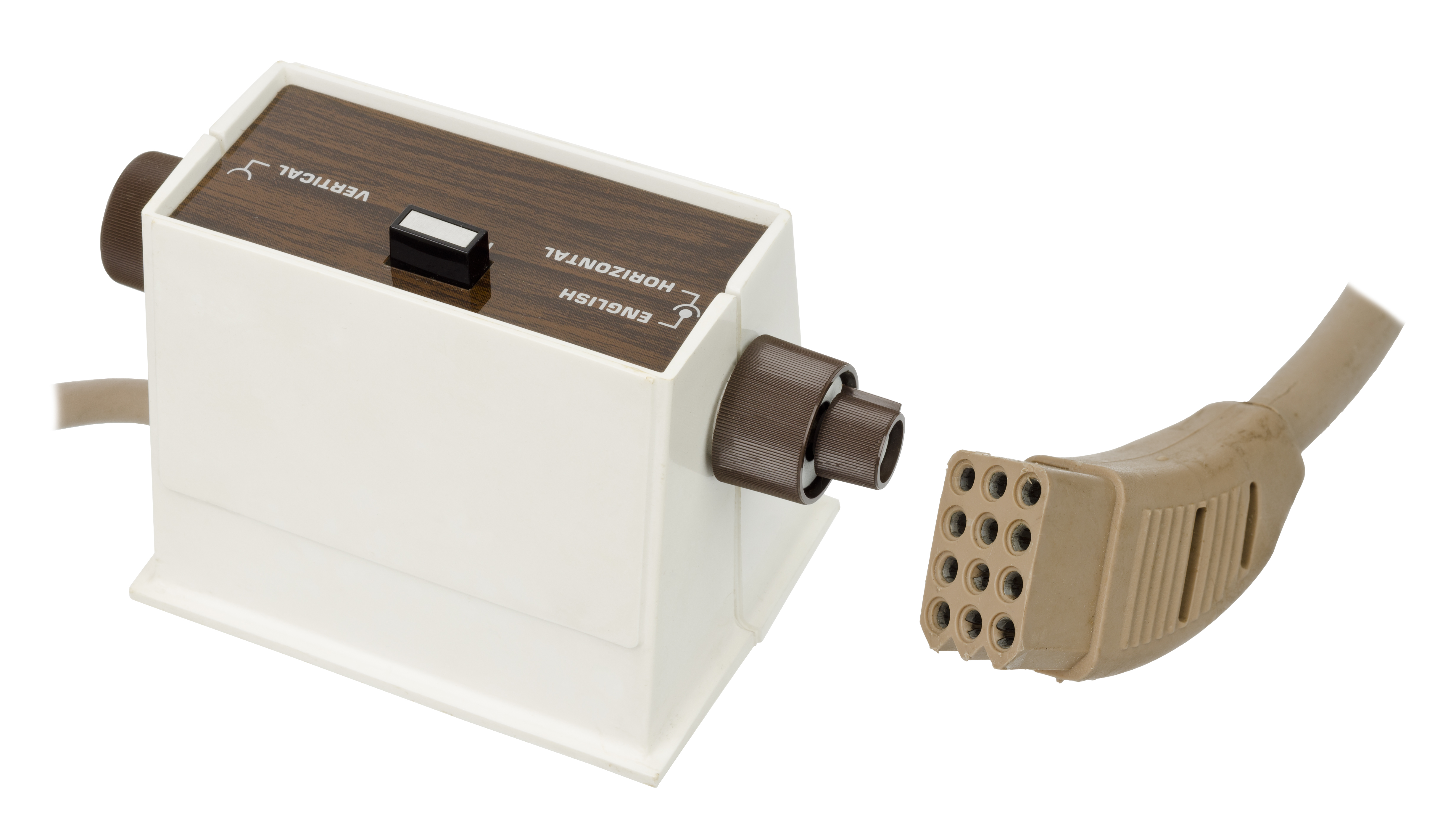
Controller Rückseite mit Stecker
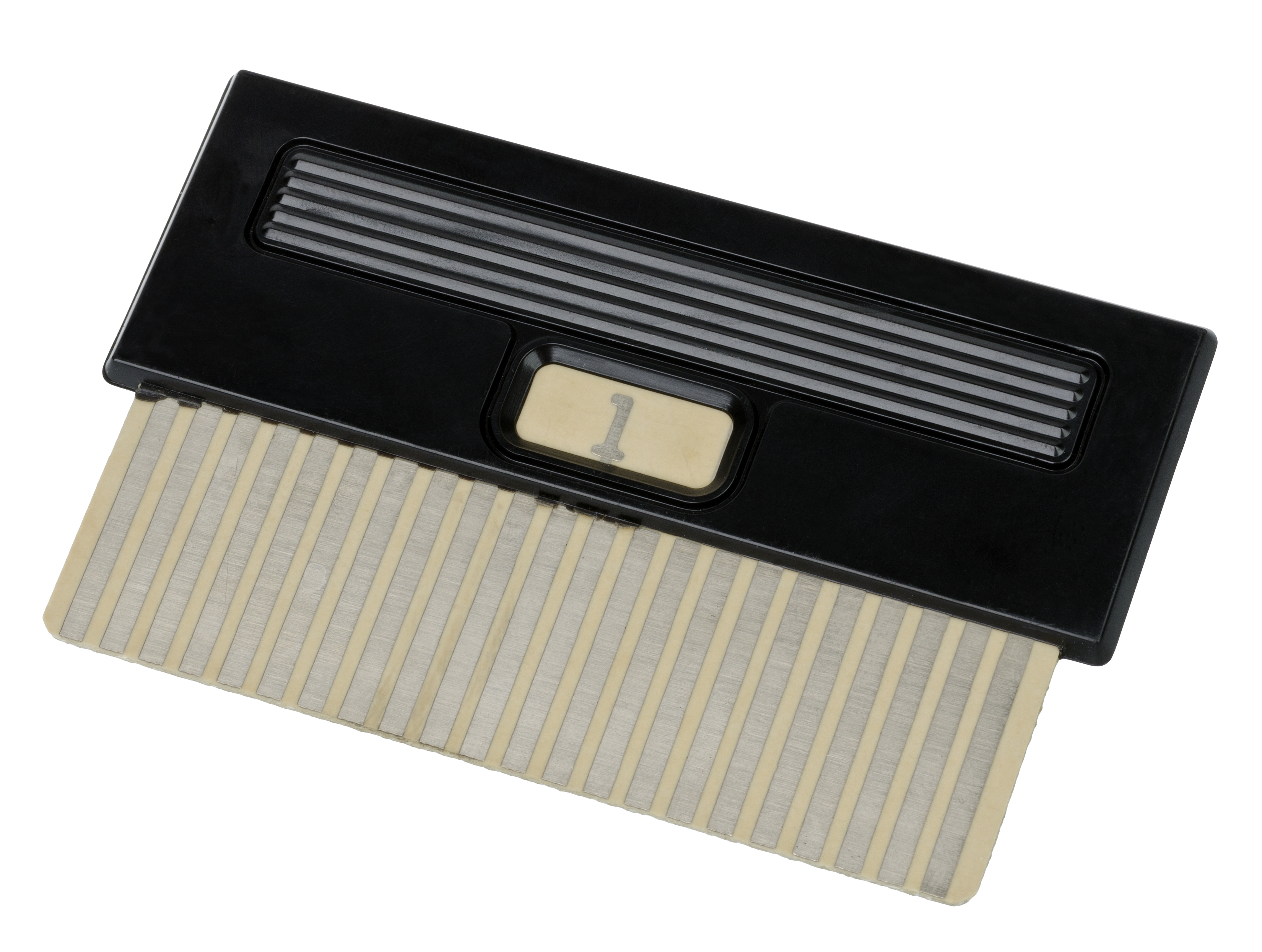
Drahtbrückenkarte für Tischtennis
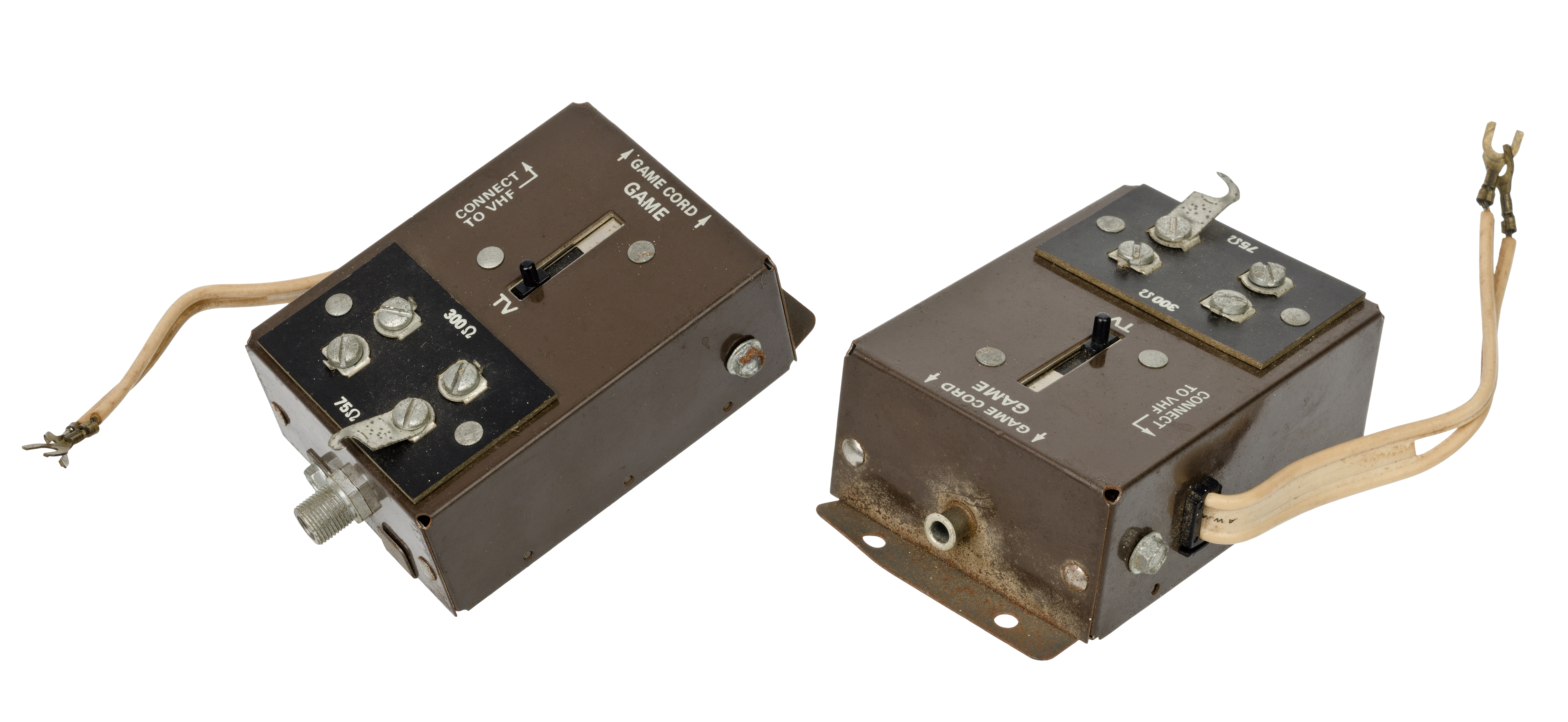
TV-Umschaltbox
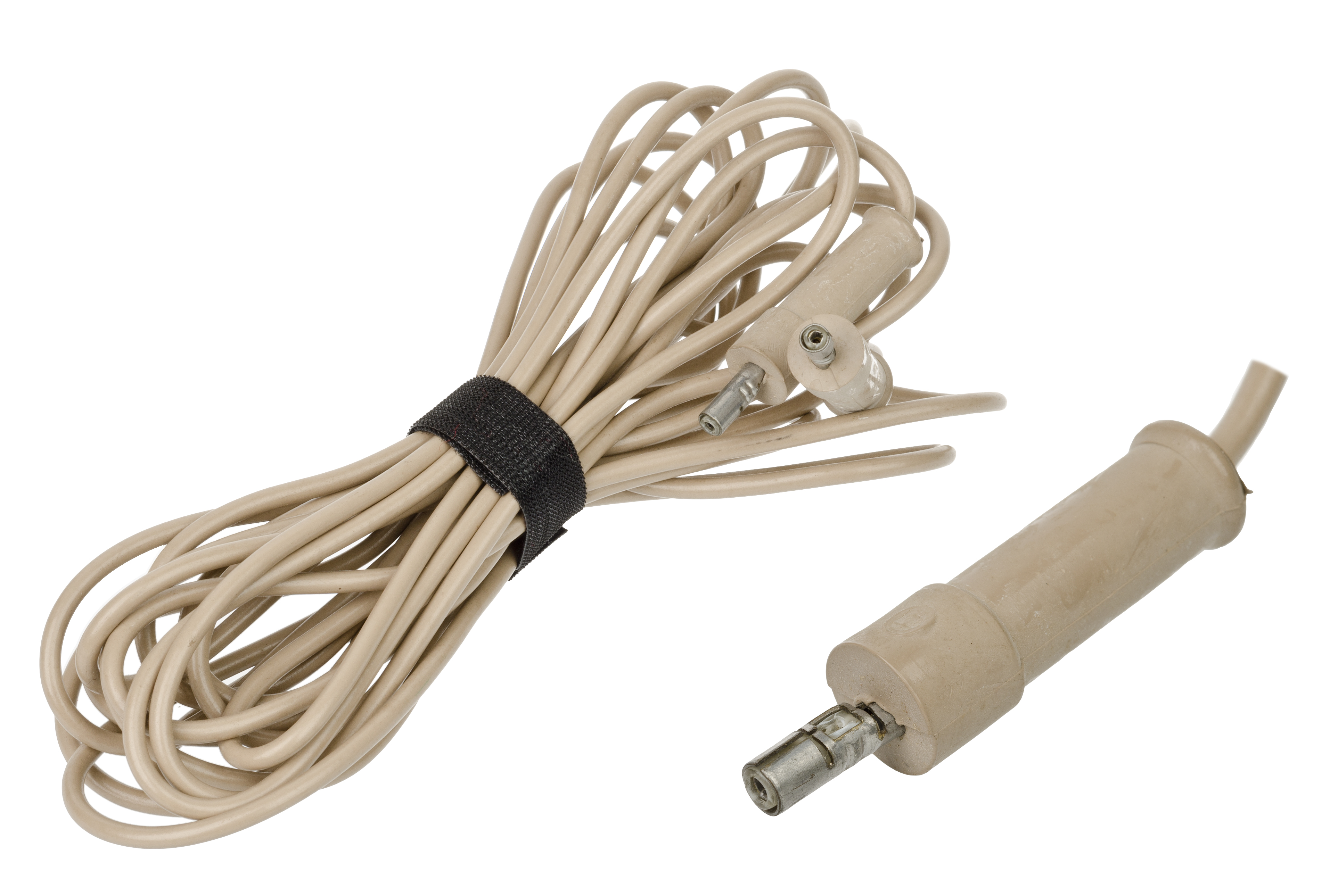
Antennenkabel mit Stecker

### Funktionsweise
Neben der Realisierung des Spielablaufs müssen von der Konsole auch die elektrischen Signale für das Fernsehbild erzeugt werden. Dies hat gemäß den technischen Spezifikationen für die in den 1970er Jahren ausschließlich genutzten analogen Röhrenfernsehgeräte zu erfolgen. Dazu zählt beispielsweise, dass ein Bild aus Zeilen aufgebaut wird und dass pro Sekunde 50 Bilder auszugeben sind. Damit wird sichergestellt, dass Bewegungsabläufe für den Betrachter möglichst flüssig und Standbilder weitestgehend flimmerfrei erscheinen.
Die elektronische Signalverarbeitung, die auf Dioden-Transistor-Logik basiert, findet in unterschiedlichen, auf jeweils eigenen Platinen befindlichen Funktionsgruppen statt. Zu den wichtigsten zählen dabei die beiden Synchronimpuls-Generatoren, die vier Bildschirmfigur-Generatoren (auch Lichtfleck- oder Video-Generatoren genannt), die Ball-Flipflops und der hochfrequente Sender nebst Modulator für das Antennensignal. Jede der Funktionsgruppen besteht neben den passiven Bauelementen aus höchstens vier Transistoren.

#### Synchronimpuls-Generatoren
Zum Bildaufbau werden vom Fernseher für die Zeilen- und Bildwechsel entsprechende Steuersignale, die Horizontal- und Vertikalsynchronimpulse, benötigt. Sie werden durch die Generatoren für die vertikale und die horizontale Synchronisation bereitgestellt. Diese sind schaltungstechnisch identisch aufgebaut und enthalten jeweils astabile Multivibratoren. Die Generatoren unterscheiden sich lediglich in der Dimensionierung ihrer Bauelemente, um die unterschiedliche Impulsfolgefrequenz und Impulsbreite für die horizontale und vertikale Synchronisation erzeugen zu können.

#### Bildschirmfigur-Generatoren, Ball-Flipflops und Gattermatrix
Zur Darstellung der vier grafischen Objekte Schläger, Ball und Mittellinie werden entsprechende Bilddaten für das Fernsehgerät benötigt. Ähnlich den Synchronsignalen handelt es sich dabei um elektrische Impulse, die auch Helltastimpulse genannt werden. Ihre Erzeugung basiert auf dem Einsatz von Verzögerungsschaltungen und sich anschließender logischer Verknüpfungen der erzeugten Signale. Diese vier Bildschirmfigur-Generatoren sind schaltungstechnisch identisch. Ihr Verhalten hängt im Wesentlichen nur von den zugeführten Steuerspannungen ab: Der Abstand eines Schlägers zum linken und oberen Bildschirmrand wird beispielsweise durch die Werte zweier Spannungen festgelegt, die zu den Widerstandswerten der im zugehörigen Controller, den Spielpulten, verbauten Potentiometern proportional sind. Die Breite und Höhe der grafischen Objekte sind nicht veränderbar.
Die Position und Bewegung des Balls wird durch die Spannung eines RC-Gliedes gesteuert: Während sich der Kondensator auflädt, bewegt sich der Ball von rechts nach links. Entlädt er sich dagegen, wird auch die Bewegungsrichtung umgekehrt. Die Geschwindigkeit des Balls ist durch den einstellbaren Widerstand des RC-Gliedes festgelegt, der für die Spieler auf der Gehäuserückseite zugänglich ist. Sind die Positionen von Ball und einem Schläger gleich, kommt es zu einer Richtungsumkehr des Balls, die je nach Spiel von bis zu zwei weiteren Ball-Flipflops und der Gattermatrix gesteuert wird. Die Bezeichnungen leiten sich von der zugrundeliegenden elektronischen Schaltung des RS-Flipflops beziehungsweise eines Verbunds von Logikgattern ab.

#### Summierstufe und Modulator
Die Synchronsignale (Horizontal- und Vertikalsynchronimpulse) werden zusammen mit den von den Generatoren erzeugten Bilddaten, den (Leucht)Flecksignalen, in einer weiteren Baugruppe, der Summierstufe, zum BAS-Fernsehsignal zusammengeführt. Anschließend erfolgt mithilfe eines Hochfrequenzmodulators und eines Antennenkabels die Einspeisung in die Antennenbuchse des Fernsehgeräts.

## Rezeption

### Zeitgenössisch
Schon im April 1972, noch vor der offiziellen Vorstellung durch Magnavox, vermeldete die Tageszeitung New York Times die geplante Herstellung einer „elektronische[n] Apparatur“ für Fernsehgeräte, die verschiedene Sportarten „simuliert“. Im Mai 1972 beschrieb das Time Magazine die Odyssey-Konsole als einen „hausinternen Sender“, der „so komplex wie ein Schwarzweiß-Fernseher“ sei. Der Spieler steuere damit „bewegbare Leuchtquadrate“, die „auf den Bildschirm projiziert werden“. Das Time Magazine führte weiter aus, dass es bei einigen der mitgelieferten Spiele auf schnelle Reaktionen ankomme, bei anderen dagegen Konzentration und Koordination gefragt seien. Der Beitrag resümierte, dass das „Spielvergnügen“ für alle Altersstufen geeignet sei, aber „nicht ganz billig“ sein werde. Die populärwissenschaftliche Zeitschrift New Scientist charakterisierte im Juni 1972 die Odyssey-Konsole kurz und prägnant als „sehr geniales Spiel“ – der Fernseher sei damit nun zu mehr zu gebrauchen als nur zum Schauen von Rundfunksendungen.
Auch in der Bundesrepublik Deutschland wurde bereits 1972 in der damals auflagenstarken Zeitschrift Funkschau über das Erscheinen des Geräts informiert, das „auf einem nicht benutzten [Fernseh]Kanal eine Spielfläche … auf den Bildschirm projiziert“. Nach der Vorstellung des Odyssee auf der Internationalen Funkausstellung im Jahr 1973 berichtete das Nachrichtenmagazin Der Spiegel, dass das „neue[] elektronische[] TV-Zubehör aus Amerika“ den Fernseher zum „Spielzentrum der Familie“ mache. Die Funkschau schrieb dazu, dass „die Programm-Macher der Fernsehanstalten … sich [werden] anstrengen müssen, denn in Zukunft können Unzufriedene ihren Bildschirm daheim als Spielfeld umfunktionieren, an dem sich die Familie aktiv betätigen kann“. Von den Spielern werde dabei „Konzentration und entsprechende Reaktion“ verlangt, so die Funkschau weiter. Insbesondere erfordere die Bedienung der Spielpulte „einige Geschicklichkeit“, wie Radio Fernseh Phono Praxis feststellte. Darüber hinaus ließen sich laut der Zeitschrift Funk-Technik mit der Konsole zum „rundfunküblichen“ Preis „auch völlig neue Spielideen“ und „interessante Lernspiele“ realisieren.
Der US-amerikanische Sprachwissenschaftler Michael Z. Newman merkte 2018 an, dass die Beschreibung des damals neuartigen Odyssey-Systems und anderer Spielkonsolen in der Presse mithilfe von Vokabular aus der Fernsehtechnik typisch gewesen sei.

### Retrospektiv
Bereits nach der Produktionseinstellung wurde die Odyssey-Konsole von vielen Autoren rückblickend als „Begründer“ der Heimvideospielebranche bezeichnet. Auch zu späteren Zeitpunkten waren sich verschiedene Veröffentlichungen weitestgehend darin einig, dass das Odyssey-System, die erste aller kommerziellen Videospielkonsolen, der „Urvater“ und die „Ur-Konsole aller Videospiel-Systeme für zu Hause“ ist. Die Zeitschrift Elektronikpraxis ging noch weiter und nannte das Gerät 2012 einen „Meilenstein aus der Geschichte der Elektronik“, der Medienwissenschaftler Stefan Höltgen billigte ihm 2012 ein „revolutionäres Konzept“ zu und Newman bezeichnete die Konsole 2018 zudem als Bindeglied zwischen der Ära der traditionellen Brettspiele und der der elektronischen Spiele. Der Sachbuchautor Leonard Herman ergänzte 2012, dass Odyssey zwar die erste Heimvideospielkonsole gewesen sei, nicht aber das erste Videospiel. Diese Ehre gebühre dem Arcade-Automaten Computer Space aus dem Jahr 1971.
Die Leistungsfähigkeit der Odyssey-Konsole reichte laut dem Sachbuchautor David H. Ahl nicht an die des ebenfalls 1972 erschienenen Pong-Spielhallenautomaten heran, weswegen er die Konsole schon 1976 als „vergleichsweise primitiv“ und veraltet bezeichnete. Newman pflichtete dieser Einschätzung 2018 bei und ergänzte, dass die meisten Odyssey-Spiele nur mit der „elektronischen Komponente“ allein hätten gar nicht realisiert werden können. Durch das Fehlen eines „Prozessors (geschweige denn ein[es] Mikroprozessor[s])“ und „Speichers“ seien nicht einmal Funktionen wie das Zählen des Punktestandes und der Einsatz gegen einen menschlichen Gegner möglich gewesen, führte Höltgen 2012 in einer Abgrenzung der Odyssey-Konsole von Computerspielen aus. Für seine geringe Leistungsfähigkeit sei das Odyssey-System zudem überteuert gewesen, meinte der Informatiker Guy W. Lecky-Thompson im Jahr 2007. Damit reihte er sich ein in die Beurteilungen von Ahl aus dem Jahr 1976 und die der Zeitschrift Radio Electronics, die 1982 einen als „stramm“ empfundenen Preis als Mehrheitsmeinung früherer Zeitungsberichte darstellte.

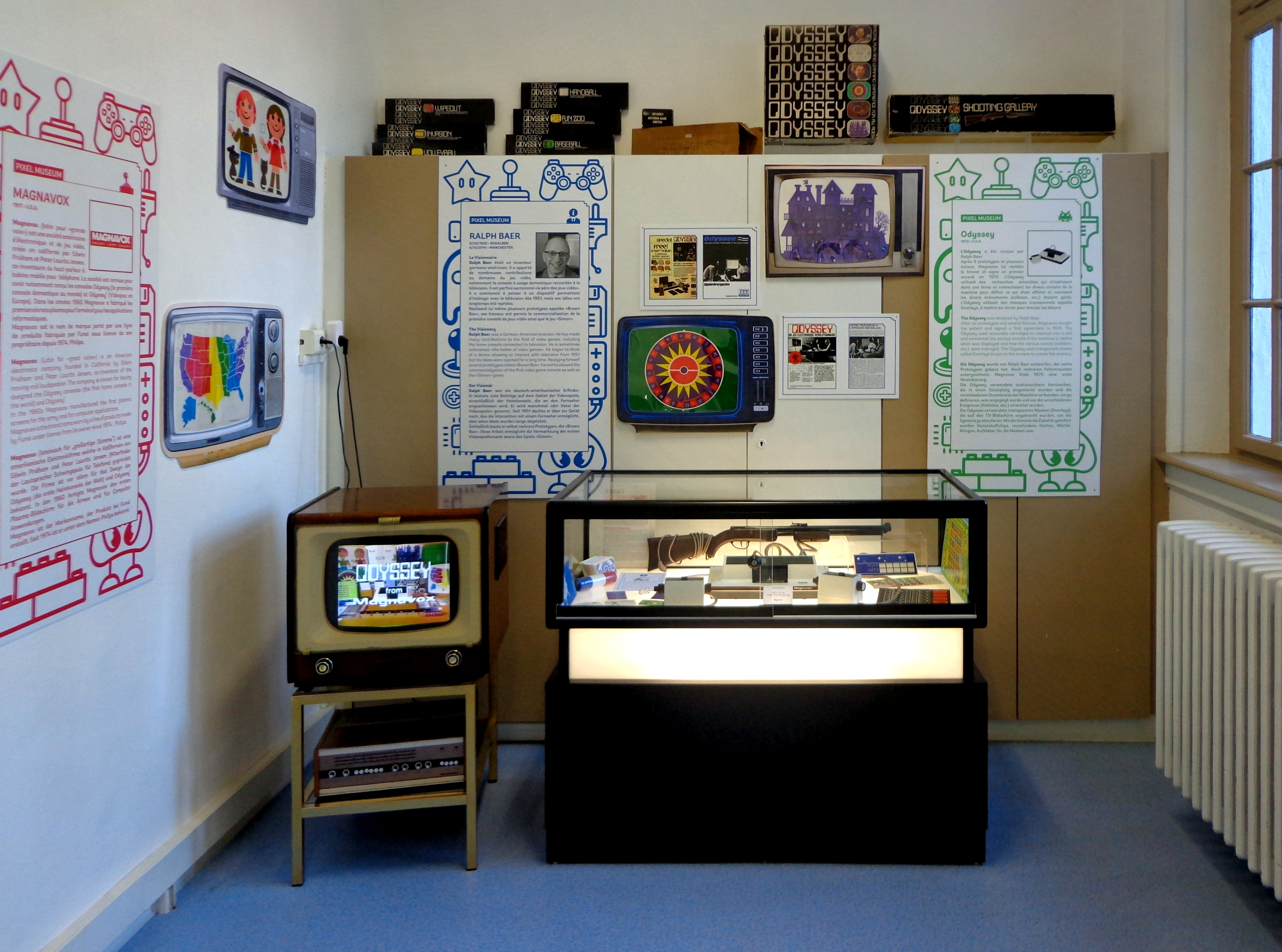
Odyssey und Zubehör im mittlerweile geschlossenen Pixel Museum im elsässischen Schiltigheim

Mit den sich in den frühen 1980er Jahren anknüpfenden allgemeinen Betrachtungen zum wirtschaftlichen Abschneiden geriet vermehrt die Vertriebspolitik des Herstellers in den Fokus. Der exklusive Verkauf nur durch Magnavox-Vertragshändler und die zunächst missverständliche Werbung hätten nach übereinstimmender Meinung bei vielen Interessenten zu der Annahme geführt, dass das Gerät nur mit Fernsehern von Magnavox funktioniere. Diese „Vermarktungsfehler“ hätten die Erfolgsaussichten des an sich „revolutionären“ Geräts deutlich geschmälert. Baer teilte 1983 diese Einschätzungen und kam zum Schluss, dass der wirtschaftliche Erfolg „unterm Strich … nicht besonders [groß]“ gewesen sei. Dass sich die Odyssey-Konsole nicht zu einem Verlustgeschäft entwickelt habe, hätte sie nicht zuletzt auch Ataris Pong-Automaten zu verdanken, ohne den es „ziemlich schnell aus gewesen“ wäre. Die Verkäufe der Odyssey-Konsole, als der einzigen Alternative zum teuren Pong-Automaten, hätten nämlich stark von der Popularität des Spielhallengeräts profitiert, so Herman 2012. Der Journalist Winnie Forster merkte 2009 an, dass die „Spielhallenszene Ataris elektronische Spiele feiert[e]“, die Odyssey-Konsole den „breiten Massenmarkt“ dagegen nicht hätte „knacken“ können. Für Magnavox sei das „erste Wohnzimmer-Telespiel kein Flop, aber auch kein überragender Erfolg“ gewesen.
Eine ergiebigere Einnahmequelle für Magnavox sei laut David Kalat das Lizenzierungsgeschäft mit den auf Baer und seine Mitarbeiter zurückgehenden Patenten gewesen. Als prominentes Beispiel wird dabei dasjenige mit Atari angeführt. Dessen Gründer Nolan Bushnell hatte einer Präsentation des Odyssey-Systems durch die Firma Magnavox im Mai 1972 beigewohnt und eine verbesserte Version entwickeln und unter dem Namen Pong vermarkten lassen. In einem daraufhin von Magnavox und Sanders angestrengtem Gerichtsverfahren kam es zu einem Vergleich, in dessen Folge Atari die notwendigen Patente von Magnavox nachlizenzierte. Weitere Lizenzierungen durch andere Hersteller wie General Instrument mit ihrem später millionenfach produzierten AY-3-8500 schlossen sich laut Baer an. Noch 1985 wurde gegenüber Nintendo die Erfindungshöhe und damit die Rechtmäßigkeit der Patente bestätigt. Die Einnahmen aus dem Lizenzgeschäft sollen sich Baer gemäß auf etwa 100 Millionen US-Dollar belaufen haben. Neben dem von Forster formulierten „Einzug der Anwälte ins Spiele-Business“ führte die mit der Odyssey-Konsole aufgekommene Idee, den heimischen Fernseher zum Spielen einzusetzen, laut dem Sachbuchautor Marty Goldberg zu einer Videospieleindustrie, die im Jahr 2015 über 90 Milliarden US-Dollar umsetzte.
Die Odyssey-Konsole und die Brown Box waren beziehungsweise sind Ausstellungsstücke in verschiedenen Museen weltweit, darunter des Smithsonian Museums in Washington, des Heinz Nixdorf MuseumsForums in Paderborn und des Computerspielemuseums in Berlin.